# Сломанный свет
«Сломанный свет» — советская художественная драматическая кинолента режиссёра-дебютанта Веры Глаголевой 1990 года, созданная в форме притчи-предвидения.

## Сюжет
В центре сюжета судьба людей, преданных творчеству, — актёров, художников, музыкантов, писателей — на рубеже 80—90-х годов прошлого столетия, в эпоху перестройки.

## В ролях
- Вера Глаголева — Ольга, актриса
- Григорий Гладий — Марк Евдокимов, режиссёр
- Александр Феклистов — Вадим, актёр
- Светлана Смирнова — Юлька, актриса
- Маргарита Терехова — Катюша, актриса
- Андрей Соколов — Лёвушка, актёр
- Игорь Золотовицкий — Олег, актёр «Ленкоцерта»
- Сергей Курёхин — музыкант, посетитель квартирного концерта
- Фарух Рузиматов — артист балета на приёме
- Лариса Белогурова — Галка, актриса
- Владимир Эренберг — Мастер, педагог театрального училища
- Всеволод Гаккель — Сева, музыкант
- Николай Денисов — Стасик, актёр
- Николай Лавров — Толик, кинорежиссёр
- Варвара Шабалина — тётя Шура, соседка Ольги
- Александр Терехов — сын Катюши

## Съёмочная группа
- Автор сценария — Светлана Грудович
- Режиссёр-постановщик — Вера Глаголева